# خانه سید مصطفی ترابی موسوی
خانه سید مصطفی ترابی موسوی مربوط به دوره قاجار است و در کرمان، شهر زنگی آباد، خیابان امام واقع شده و این اثر در تاریخ ۱۷ اسفند ۱۳۸۱ با شمارهٔ ثبت ۷۷۰۴ به‌عنوان یکی از آثار ملی ایران به ثبت رسیده است.